# Solznica
Solznica (latinsko os lacrimale) je parna lobanjska kost obraznega dela lobanje. Velika je za velikost nohta in se nahaja na medialni strani očesne votline med čelnico, sitko in zgornjo čeljustnico. Ima žleb, na katerem leži solzni mešiček.